# Thorsten Krohn
Thorsten Krohn (* 1965 in Nürnberg) ist ein deutscher Schauspieler.

## Leben
Krohn studierte Schauspiel an der Otto-Falckenberg-Schule in München. Ab 1985 war er an verschiedenen Theatern tätig, etwa am Mülheimer Theater an der Ruhr, am Bayerischen Staatsschauspiel in München, am Essener Grillo-Theater und bei den Nibelungenfestspielen Worms. Ab 1990 war Krohn immer wieder auf der Bühne des Münchner Kinder- und Jugendtheaters Schauburg zu sehen, von 2002 bis 2017 war er dort festes Ensemblemitglied. Für seine Theaterarbeit wurde er 2017 mit dem Schwabinger Kunstpreis ausgezeichnet.
Er spielte in zahlreichen Fernseh-Produktionen Gastrollen, etwa in der Krimiserie SOKO München, in der Tatort-Folge Freies Land (2018) oder im Dokudrama Die Suche nach Hitlers Volk (2015). Darüber hinaus ist Krohn als Kinodarsteller tätig, so war er im Historienfilm Der Untergang aus dem Jahre 2004 als Hitlers Leibarzt Ludwig Stumpfegger zu sehen.
Krohn lebt in München.

## Filmografie (Auswahl)

### Kino
- 1988: Faust – Vom Himmel durch die Welt zur Hölle
- 2003: Shit Happens (Kurzfilm)
- 2004: Der Untergang
- 2004: Aus der Tiefe des Raumes
- 2015: Diorama (Kurzfilm)
- 2017: Zorn dem Volke (Kurzfilm)
- 2020: Todsicher
- 2022: Niirnberg

### Fernsehen
- 2003: Der Bulle von Tölz (Fernsehserie, 1 Episode)
- 2006: Familie Sonnenfeld (Fernsehserie, 1 Episode)
- 2008: SOKO München (Fernsehserie, 1 Episode)
- 2008: Ohnmacht (Fernsehfilm)
- 2010: Uns trennt das Leben (Fernsehfilm)
- 2011: Dora Heldt (Fernsehserie, 1 Episode)
- 2012: Polizeiruf 110 (Fernsehserie, 1 Episode)
- 2013: Pass gut auf ihn auf! (Fernsehfilm)
- 2014: Die Garmisch-Cops (Fernsehserie, 1 Episode)
- 2015: Die Suche nach Hitlers Volk – Deutschlandreise '45 (Fernsehdokumentarfilm)
- 2015–2020: Hubert ohne Staller (Fernsehserie, 3 Episoden)
- 2016–2021: Die Rosenheim-Cops (Fernsehserie, 2 Episoden)
- 2018: Tatort (Fernsehserie, 1 Episode)
- 2020: Tonio & Julia (Fernsehserie, 3 Episoden)
- 2021: Um Himmels Willen (Fernsehserie, 1 Episode)

## Hörspiele (Auswahl)
- 1989: Martina Boette-Sonner, Franz-Maria Sonner: Kriminalfälle zum Mitraten: Wer ist der Täter? (Folge: Brönzlingers Dolchstoßlegende) (Komparse) – Redaktion und Regie: Erwin Weigel (Original-Hörspiel – BR)
- 1990: Bernd Grashoff: Geschichten vom Dampfradio (2. Sprecher u. 2. Mann) – Bearbeitung und Regie: Michael Peter (Originalhörspiel – BR)
- 1997: Kaca Celan: Woyzeck von Sarajewo (Andres) – Regie: Roberto Ciulli (Originalhörspiel – WDR)